# 日産・ラティオ
ラティオ（LATIO）は、日産自動車がかつて生産・販売していたセダン型の小型乗用車である。本項では便宜上、前身となるティーダラティオ（TIIDA LATIO）についても記述する。

## 概要
2004年10月、ハッチバック車であるティーダの派生車種「ティーダラティオ」として発売された。日産における小型エントリーセダンであったサニーのマーケットを継承するモデルであるが、あくまでも上質なまったく新しいセダンをコンセプトとして開発されており、「サニーの後継車」という意図で開発されたものではない。
2012年10月に日本国内向けのフルモデルチェンジを行った際、ティーダが2代目ノートに統合されるかたちで日本国内向けの販売を終了していたことから「ラティオ」の単独ネームに改称され、同時にCセグメントクラスからフルBセグメントクラスに降格となった。
ティーダラティオは追浜工場で生産されていた。日本市場向けのラティオはタイ日産で生産され、日本に輸入されていた。さらに品質などの再確認を行うため、追浜工場で最終検査も受ける。タイでの生産は2004年から立ち上がっており、同国向けと2007年1月からのオーストラリア向けもタイ日産での生産車両が販売されている。中国向けモデルは東風汽車花都乗用車工場で、台湾向けは裕隆日産汽車三義工場で、アメリカ各国向けはメキシコ日産自動車アグアスカリエンテス工場で製造される。なお、日本市場向けには2016年10月末をもって輸入終了。同社における日本国内向けのセダンとしては最後の5ナンバーサイズ(ボディ)セダンであった。
なお、2017年1月以降よりミャンマーでもサニー名義として製造を開始した。

## 初代 ティーダラティオ SC11型（2004年 - 2012年）
2004年10月30日発売。当初はティーダと別デザインのフロントグリルを装着することにより差別化が図られていたが、後のマイナーチェンジにより共通デザインとなった。内装のデザインはティーダと共通だが、ティーダがメタル調であるのに対し、ティーダラティオでは木目調のフィニッシャーが採用された。
プラットフォームにはティーダ同様、アライアンス関係を結んでいるルノーと共同開発したBプラットフォームのロングホイールベース版を採用。フロントシートについてもティーダと同様に、ティアナと同等のサイズのものが採用された。ティーダとは異なり後席スライド機構は設定されず、ティーダのスライド機構を最後部にスライドされた状態で後席が固定されている。さらに、ティーダとはリアシートの設計が変更されており、ヒップポイントを数mm後退させたことにより、ティーダよりも若干広くなっている。
エンジンは、1.5LのHR15DEエンジンと後に追加された1.8LのMR18DEエンジンの2種類で、トランスミッションはエクストロニックCVT、フルレンジ電子制御4速AT、6速MTが用意され、4速ATについては最下級グレードの「15S」とe-4WD車に標準設定され、「15B」にも設定される。なお、6速MTについては後期型「18G」に設定される。また、2008年9月から設定された教習車には1.6LのHR16DEエンジンに5速MTを組み合わせたモデルも存在する。
日本仕様車のグレード展開は、ティーダと同様に下位から「15S」、「15M」、「15G」、「18G」の4種類で、15Sと15Mにはe-4WDを採用する四輪駆動車「15S FOUR」および「15M FOUR」が用意される。S、M、Gではそれぞれ別のシート地が採用される。ほか、一般カタログには掲載されていない法人専用グレード「15B」も存在し、ノートと共通デザインのウレタンステアリングが採用され、アウトサイドドアハンドルが無塗装になるなど差別化されている。シート地に関しても当初はS、M、G3グレードとは異なるものが採用されていたが、後に15Sと共通化されている。
なお、2008年1月にはクライスラーへの南米市場向けOEM供給を2009年から行うことで合意し、後に同車をベースとする「ダッジ・トラーゾ」が2008年のサンパウロモーターショーに出品されていたが、景気悪化を理由として2009年8月にOEM契約は解消された。

### 年表
- 2004年10月31日 - 同年9月にデビューしたティーダのセダンモデルとして登場。当初のエンジンラインアップは1.5LのHR15DEエンジンのみ。2008年1月のマイナーチェンジまではフロントグリルにはメッキが施されたティーダとは別意匠のものが採用されていた。
- 2005年
  - 1月11日 - 新開発のMR18DE型 直列4気筒 1.8L DOHC16バルブエンジンを搭載した「18G」を追加。
  - 4月 - 中国向け「ティーダ セダン」（中国名：頤達）を発売。同月開催された「オート上海 2005」に出展。日本向けには設定のないHR16DE型直列4気筒1.6Lエンジンに4速ATを組み合わせる。生産は日産自動車と東風汽車との合弁会社である東風汽車有限公司花都工場にて行われる。
  - 12月21日 - 一部改良。最上級グレードの「G」に木目調・本革巻コンビ3本スポークステアリングが採用された。
- 2006年
  - 2月 - オーストラリアでの販売を開始。エンジンは1.8LのMR18DEのみで、6MTと4ATが選択可能。
  - 6月 - 北米市場にて「ヴァーサセダン」として発売。最安価モデルは、アメリカ合衆国において販売される4ドアセダンとしては当時最も安価なモデルであった（$9,990）[8]。このほか台湾、タイ王国でも発売された。
  - 12月25日 - HR15DEエンジンとCVTの改良により、燃費を向上[9]。また、ビジネスグレード15BにエクストロニックCVTが選択可能となる。同時にリモコンキーの意匠変更などの一部改良も行われた。
- 2007年
  - 1月 - オーストラリア仕様車が日本製からタイ製に変更。
  - 11月 - 日本仕様車に先立ち、中国仕様車がマイナーチェンジ。
- 2008年
  - 1月28日 - ティーダと同時に日本仕様車のマイナーチェンジを実施。それまでティーダと別デザインであったフロントグリルが、共通デザインのものに変更された。内装ではティーダと同様にメーター類のデザインの変更を受け、「18G」には6速MT車が追加設定された。なお、オーテックジャパン扱いのドレスアップモデル「AXIS」は廃止され（ティーダは継続設定）、リアスポイラーを除いた各種エアロパーツが消滅した。
  - 9月10日 - オーテックジャパンから「15B」をベースとした教習車が発売。日産の教習車としては2007年7月に販売終了となったクルー教習車以来となる。5速MTと4速ATの2モデルが存在し、AT車はベース車と共通のHR15DE型エンジンを搭載するが、MT車は標準車には存在しないHR16DE型エンジンを搭載する。
  - 10月1日 - 仕様向上。1.8L車には15インチアルミホイールが、中間グレードの「15M」にはインテリジェントキーが、それぞれ標準装備となった。
  - 12月17日 - 2009年3月末までの期間限定車「Plus Navi HDD Safety」を発売。
- 2009年
  - 5月19日 - 燃費性能を向上。HR15DEエンジン+CVT車（15M・15G）は「平成22年度燃費基準+25%」を達成。また、ボディカラーの変更、一部グレードにカーウイングスナビゲーションシステムやディスプレイ付CD一体AM/FM電子チューナーラジオ+バックビューモニターをオプションで設定する仕様変更を行った。
  - 9月1日 - クルーの後継として、販売会社の鹿児島日産自動車が独自に企画・開発したティーダラティオ・タクシー仕様を発売。ガソリン車のみでLPG車の設定はない[10]。
  - 9月15日 - 北米仕様車のヴァーサセダンがマイナーチェンジを行い、2010年モデルに移行。変更は1.6L車を除いてセダンに準じ、フロントグリル、アルミホイール、ホイールカバーのデザインなどが変更された。
- 2010年8月6日 - 一部仕様変更（8月16日販売開始）。2WD車には新たにスイッチ一つでエンジンとエクストロニックCVTを協調制御し、発進・加速時にエコドライブのサポートを行う「ECOモード機能」を搭載。また、「15S」のトランスミッションをエクストロニックCVTに変更し、燃費を向上。「平成22年度燃費基準+25%」を達成したため、新たに環境対応車普及促進税制に適合した。インテリジェントエアコンシステムには高濃度プラズマクラスターイオン発生器を新たに搭載した。グレード体系の見直しを行い、1.8L車の「18G」廃止し、ビジネスグレードの「15B」はCVT車のみとなる。オーテックジャパン扱いの教習車はシートクロスを変更し、電動格納式リモコンドアミラーを採用した（エンジン・トランスミッションは従来どおりで、ECOモード機能は非搭載となる）。
- 2012年
  - 9月 - 法人向けを含む一般向けモデルが全て生産終了。以降は在庫のみの対応となる。
  - 10月4日 - 法人向けを含む一般向けモデルが全て販売終了。
  - 11月末 - 教習車が生産終了。以降は在庫のみの販売となる。
  - 12月28日 - 教習車が販売終了。これにより日産は再び教習車から撤退する事となった。また、日本国内におけるティーダの名称も完全に消滅した。

なお、台湾向けモデルを生産、販売する裕隆日産汽車は2018年5月までティーダセダンとしてこのモデルを引き続き生産していた（ハッチバックは2012年にモデルチェンジ済み）。また、メキシコでも2018年までN17型ヴァーサと併売する形でティーダセダンの生産が続けられていた。

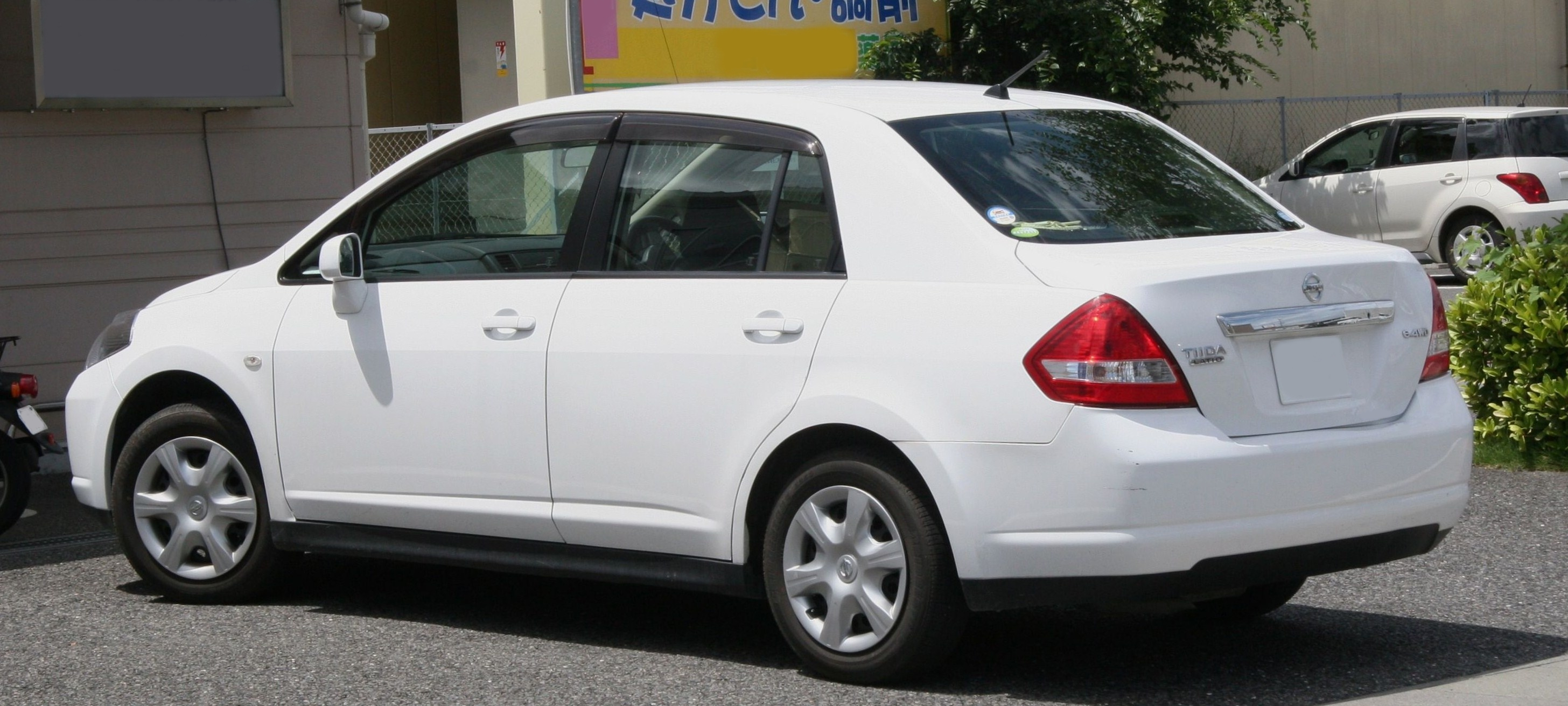
後期型リア
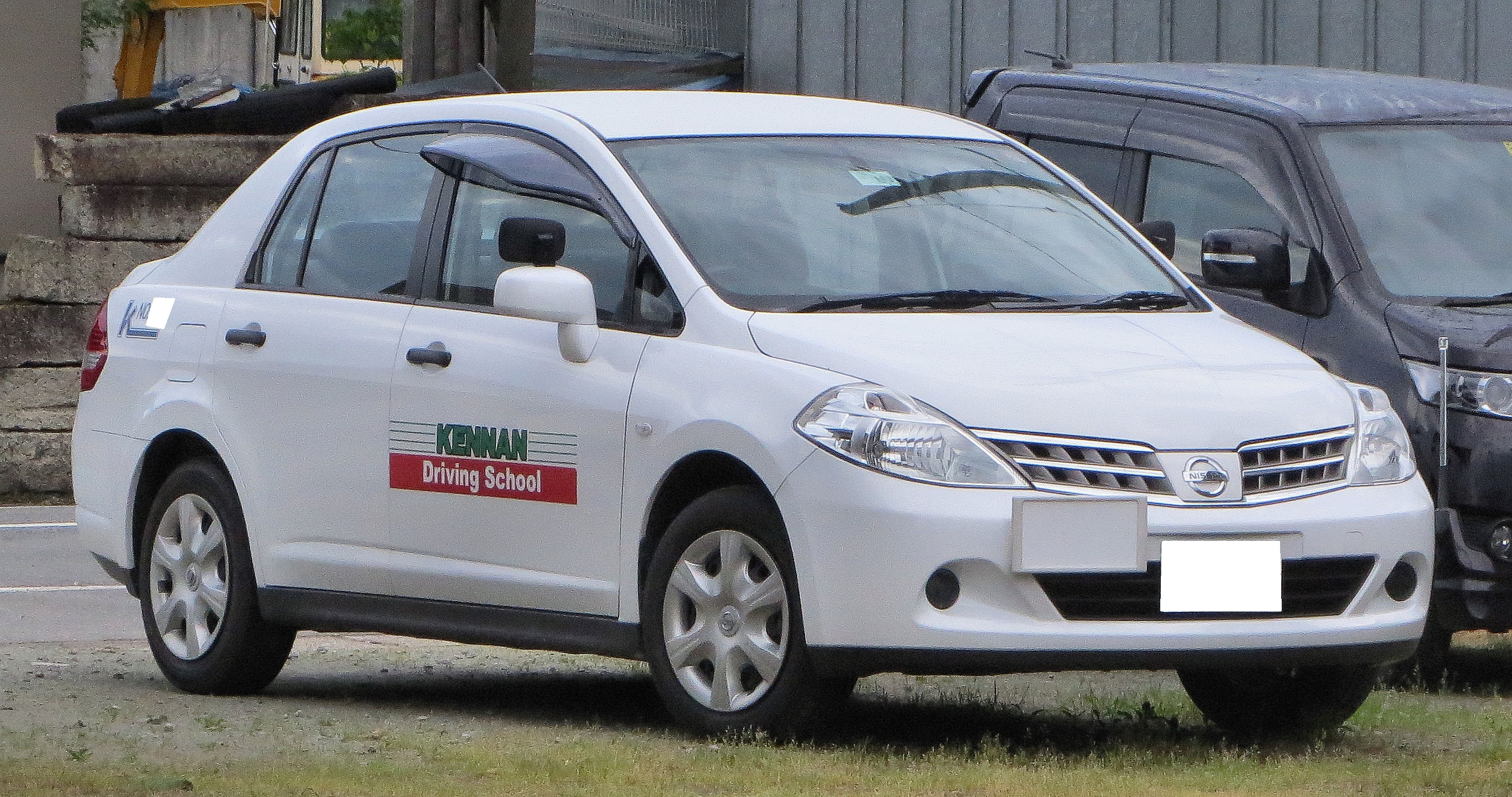
後期型オーテック 教習車仕様 フロント
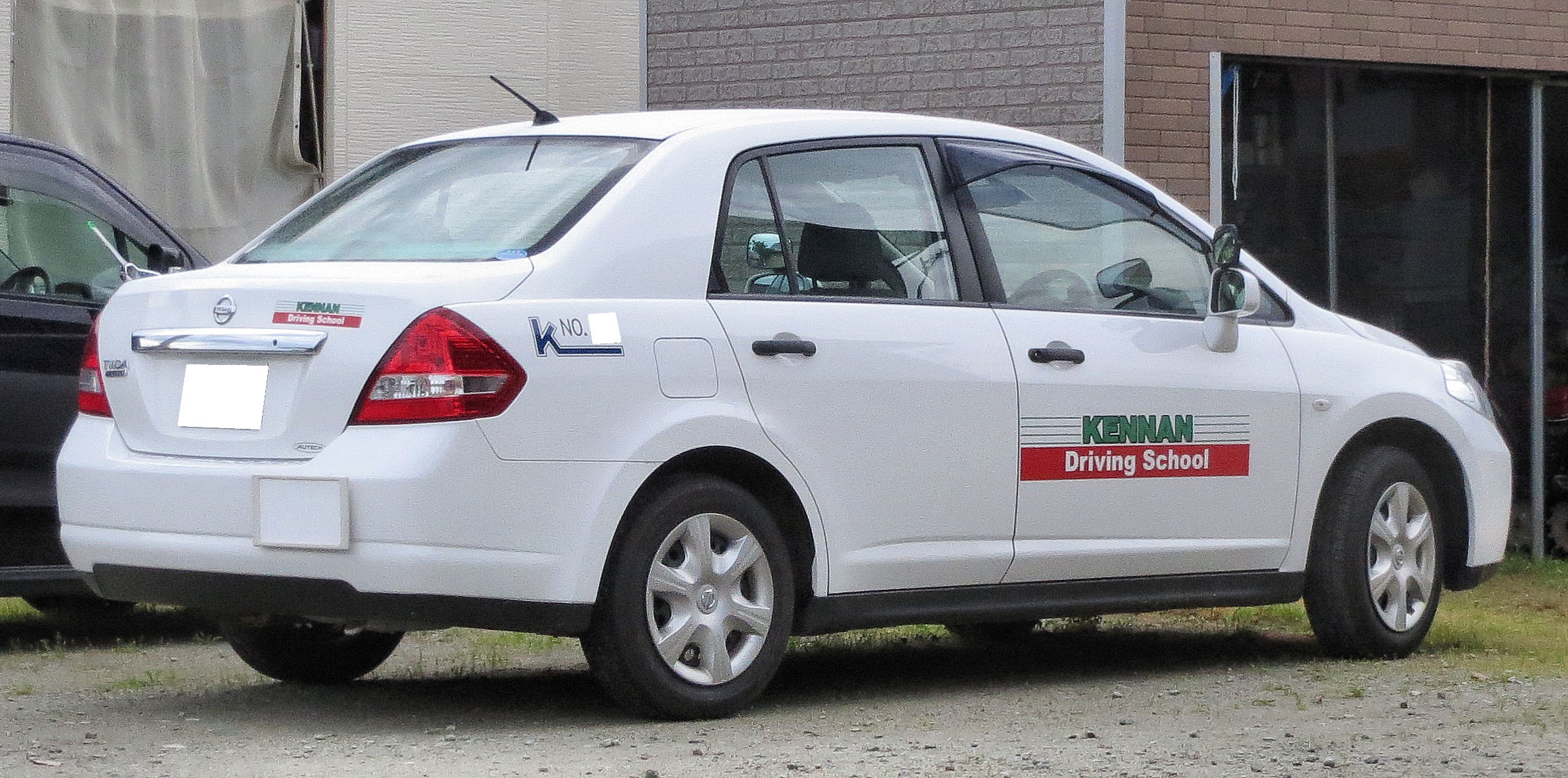
後期型オーテック 教習車仕様 リア
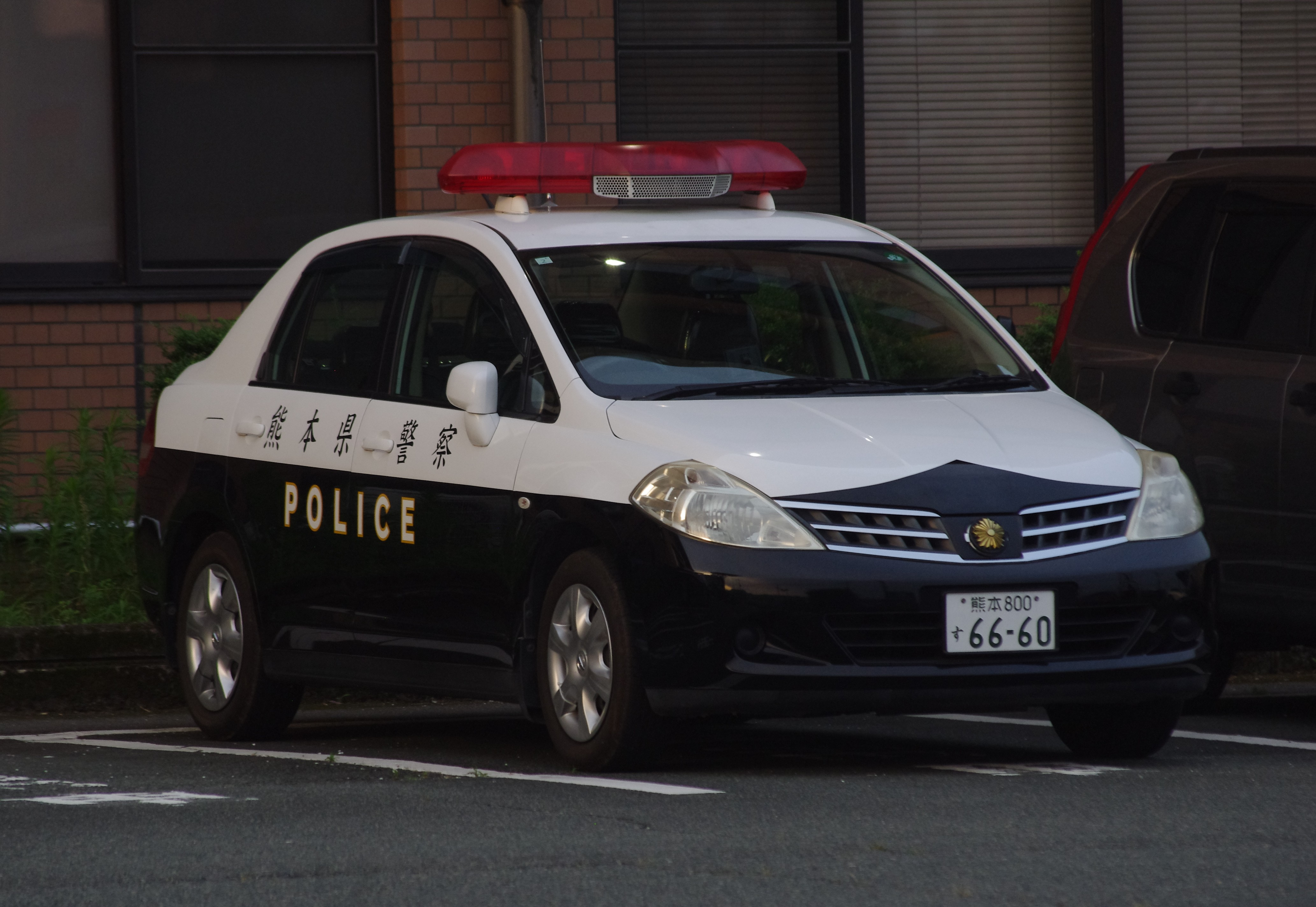
後期型パトカー

## 2代目 ラティオ N17型（2012年 - 2016年）
N17型は2011年以降日本国外において先行展開され、中華人民共和国（中国）やインドなどでは「サニー」、東南アジアおよびオセアニアなどでは「アルメーラ」、アメリカ大陸では「ヴァーサセダン」（2代目）として販売される。日本では2012年10月5日に発売された。
プラットフォームは先代のBプラットフォームに代わり、4代目マーチから採用された新開発のVプラットフォームを採用。搭載されるエンジンは仕向地によって異なり、タイ及び日本向けがHR12DE 1.2L 直列3気筒、中国や東南アジア（タイは除く）及びオセアニアなどではHR15DE 1.5L 直列4気筒、アメリカ大陸向けにはHR16DE 1.6L 直列4気筒が搭載される。ボディサイズは初代（P10型）および2代目（P11型）プリメーラをやや上回る寸法である。
日本仕様はマーチおよびノートにて採用済みのアイドリングストップや副変速機構付CVTを搭載。徹底的な軽量化を図った事により、先代ティーダラティオに比べて70kg軽量化されるとともに、Cd値・0.31と空力性能に優れたボディ形状としたことで22.6km/L（JC08モード）の低燃費を実現し、「平成27年度燃費基準+10%」を達成した。
日本国内における発売当初のラインナップは、先代のティーダラティオの後期型をほぼ踏襲する内容となっており、アナログメーター、液晶オド・ツイントリップメーター（燃費表示機能・デジタル時計・航続可能距離）を装備した普及グレードの「S」、ファインビジョンメーター、マップランプ、トランクオープナーレバー、トランクルームランプなどを追加装備した標準グレードの「X」、プッシュエンジンスターター、運転席バニティミラー、オゾンセーフフルオートエアコン、VDC、エンジンイモビライザーなどを追加装備した上級グレードの「G」、そして、「S」からトランクリッドトリム、ドアサッシュブラックアウトを省き、フロントグリルとドアハンドルをブラックに変更したビジネス向けエントリーグレード「B」の4グレードを設定していた。また、エンジン進化型エコカー「PURE DRIVE（ピュアドライブ）」の車種となったため、リア右下に「PURE DRIVE」エンブレムが装着される。
しかし、既に日産自体が日本国内における小型セダン市場での地歩を減退させており、日本仕様は全車1.2Lの3気筒エンジンかつFFのAT車のみの設定で、先代のティーダラティオに存在していた1.5L、1.8Lの各種4気筒エンジンやe-4WD仕様、MT仕様などは設定されなかった。さらに先代のティーダラティオに対し実用性・経済性・環境性能に秀でる反面、新興国市場を完全に意識した端正さに欠けるエクステリアデザインや最小回転半径の大きさ（全車5.2m）、後期型ティーダラティオよりもコストダウンが明確となったインテリアに加え、安全装備の充実感に乏しいほか、販売価格がタイ製の海外生産車種としては比較的割高であることや、商品訴求力・展開力などを欠くきらいもあり、競合のカローラアクシオが一足先にフルモデルチェンジを実施したこと、日本国内における小型セダンの市場縮小などという悪条件が重なり、発売直後から売れ行きは芳しくないものであった。

### 年表
- 2011年4月 - ニューヨークモーターショーにて、北米版ティーダラティオとなる「ヴァーサセダン」のフルモデルチェンジを発表。中国版サニーとエクステリアデザイン、およびインテリアデザインを共用する。新開発となるVプラットフォームを採用し、先代と比べて全長・全高がやや小さくなった。エンジンはHR16DEを搭載。
  - なお、「SL」「SV（カナダ向け以外ではメーカーオプション）」においては、先代ヴァーサ同様他国向け同型車では設定のないリア6:4分割可倒式シートが装備される[注釈 3]。
- 2012年
  - 8月 - オーストラリアでN17「アルメーラ」として発売開始。エンジンはHR15DEのみ。トランスミッションは5MTと4ATが選択可能。VDC全車標準装備。
  - 10月5日 - 日本で「ラティオ」として発売[12]。日本仕様車はマーチに続いてタイ王国で生産される。キャッチコピーは『大人の夫婦が旅するセダン。』で、法人顧客および小型3ボックス（ノッチバック）セダンを好む個人の高年齢層（70歳以上）をターゲットに据え、月販1,200台の目標を目指すとしている[13][14]。なお、全車に3気筒エンジンを搭載した日本国内向けの小型3ボックスセダンとしては1965年に発売され、1969年に販売を終了したスズキ・フロンテ800以来43年ぶりとなる[注釈 4]。
- 2014年10月22日 - 日本国内向け仕様の「ラティオ」においてマイナーチェンジを実施[15]。キャッチコピーを『遊び足りない大人のセダン。』に変更。
  - 外観はフロント周り（バンパー・グリル・ヘッドランプ）、フード、リアバンパーの意匠を変更。特にフロント周辺のデザインはL33型（3代目）ティアナに通じるデザインとなった。内装はステアリング・センタークラスター・助手席側インストルメントパネルの形状やシートクロスを変更し、「G」はセンタークラスターフィニッシャーとエアコンパネルをピアノブラックで仕上げた。
  - ボディカラーは「バーニングレッド」を「ラディアントレッドパールメタリック」に、「X」・「G」専用色の「ホワイトパール3コートパール（オプションカラー）」を「ブリリアントホワイトパール3コートパール（オプションカラー）」にそれぞれ差し替え、新色の「ディープアイリスグレーパールメタリック」を追加して7色展開となった。
  - 装備面では「G」のみの標準装備だったVDCを全車に拡大し、「X」は後席ヘッドレスト&リヤセンターアームレスト（カップホルダー2個付）をオプション設定から標準装備に変更。全車に標準装備されているUVカットグリーンガラスをフロントガラスに加え、フロントドアガラスにも拡大適応した。グレード体系も変更し、ビジネス向けグレード「B」を普及グレードの「S」に統合することで廃止し、3グレードとなった。
- 2016年
  - 9月末 - 日本国内向けのラティオの生産を終了。
  - 10月31日 - 日本国内向けの輸入を終了。それ以後は在庫対応分のみとなり、在庫がなくなり次第販売終了となる。
  - 11月30日 - 日本国内向けのブリリアントホワイトパール、ブリリアントシルバー、ホワイトを除くボディカラーの在庫対応分が全て販売終了。
  - 12月26日 - 在庫完売につき、日本国内での販売を終了。これにより、日産のラインナップから日本国内向けの5ナンバー規格の小型ノッチバックセダンが消滅することとなり、1966年4月の初代サニーの発売以来、50年8か月の歴史に幕を降ろすこととなった[16]。直接的な後継車種はないが、小型車としては既存の小型ハッチバック車である2代目ノートが、実用型セダンとしては既存のCセグメントクラスの3代目シルフィが事実上の受け皿となる。販売期間は4年2か月で、2010年代以降に発売された軽自動車を除く日産の車種としては比較的短命なモデルライフであった。
- 2017年1月18日（補足）- ミャンマーでN17M「サニー」として現地生産を開始し、翌月以降より販売を開始した。
- 2019年3月末（補足）- 中国、および北米で次期モデルへの移行に伴い、N17サニー（中国）、およびN17ヴァーサセダン（北米）が販売終了。

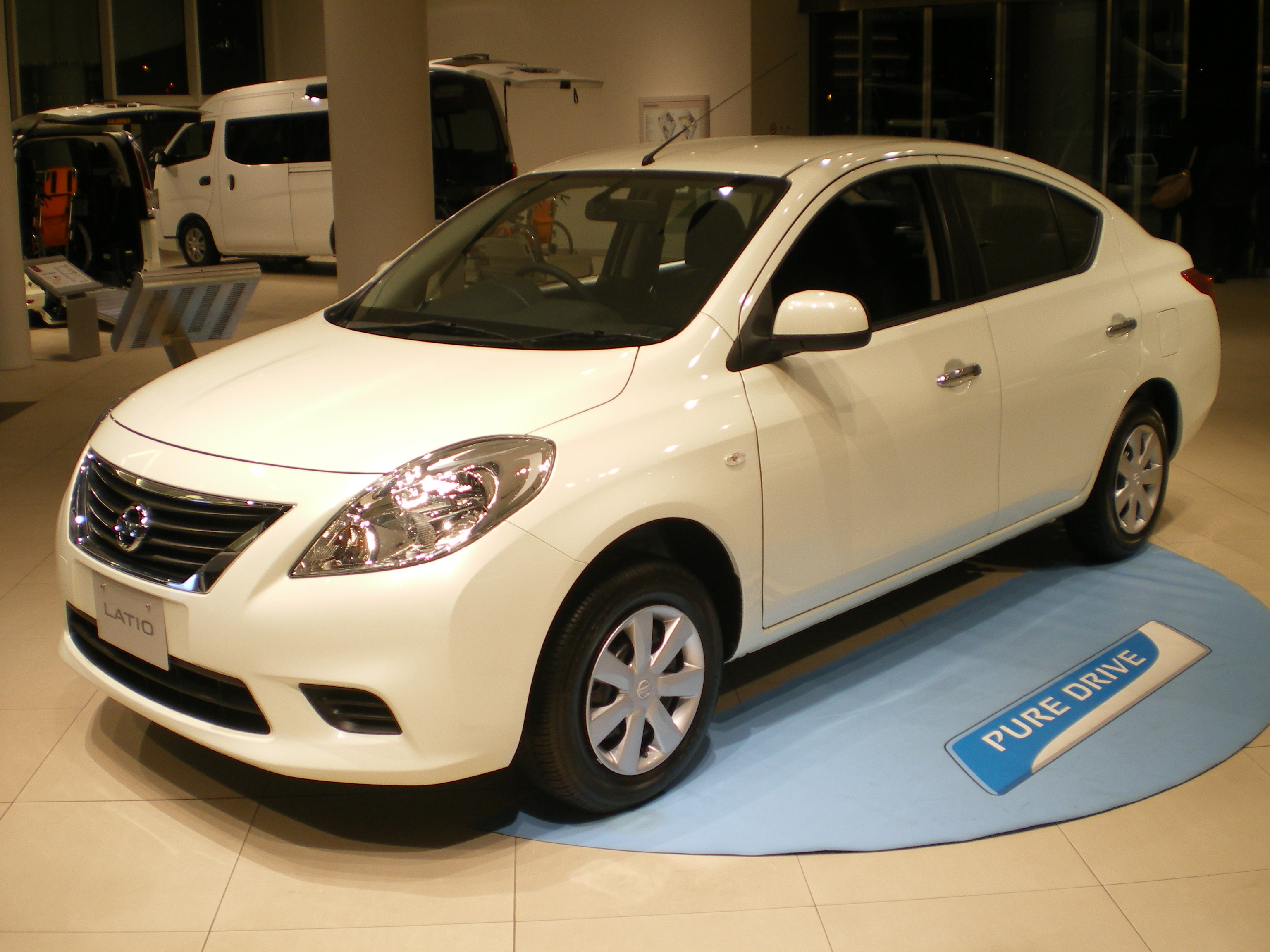
前期型 G
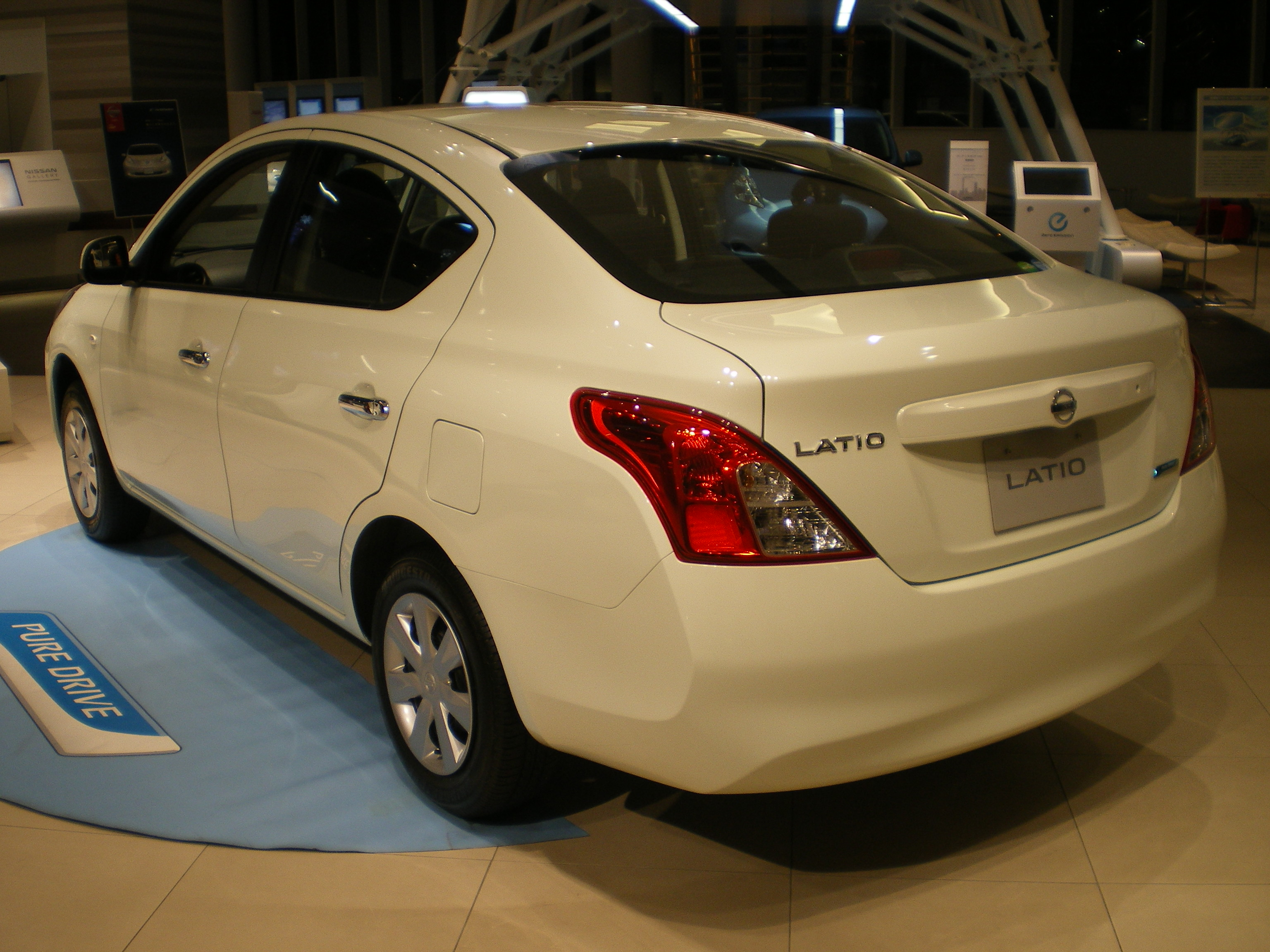
前期型 G リア
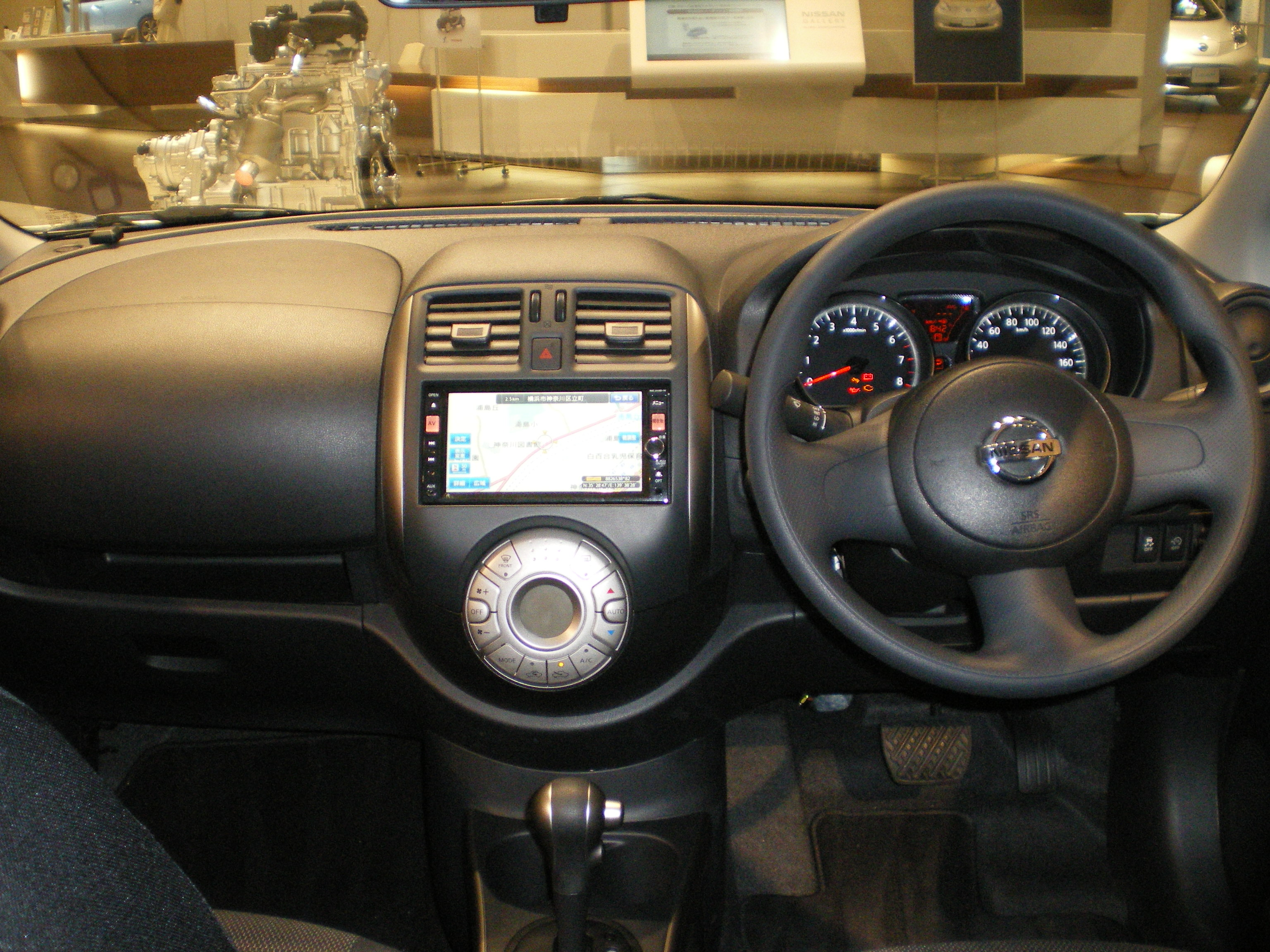
前期型 G 室内

## 車名の由来
- 「TIIDA」は英語で「自然の調和・潮流」を意味する「tide」からの造語。「ティーダ」の発音は沖縄語で太陽を意味する「てぃーだ」から来ている。
- 「LATIO」は英語「Latitude（行動の自由（裁量））」からの造語。